# Oratile Nowe
Oratile Rose Nowe (* 20. Mai 2000 in Serowe) ist eine botswanische Leichtathletin, die sich auf den 400- und 800-Meter-Lauf spezialisiert hat. Aktuell ist sie Inhaberin des Landesrekordes über 800 Meter.

## Sportliche Laufbahn
Erste internationale Erfahrungen sammelte Oratile Nowe bei den Afrikaspielen 2019 in Rabat, bei denen sie im 800-Meter-Lauf mit 2:08,78 min in der Vorrunde ausschied. Zudem gewann sie mit der botswanischen 4-mal-400-Meter-Staffel in 3:31,96 min gemeinsam mit Oarabile Babolayi, Amantle Montsho und Galefele Moroko die Silbermedaille hinter dem Team aus Nigeria. 2022 schied sie bei den Afrikameisterschaften in Port Louis mit 2:12,81 min im Vorlauf über 800 Meter aus und im Jahr darauf schied sie bei den Weltmeisterschaften in Budapest mit neuem Landesrekord von 2:01,62 min in der ersten Runde aus und verpasste mit der Staffel mit 3:31,85 min den Finaleinzug. 2024 verbesserte sie den Landesrekord über 800 Meter auf 2:00,22 min und belegte im März bei den Afrikaspielen in Accra in 2:01,62 min den fünften Platz. Zudem gewann sie mit der Staffel in 3:33,44 min gemeinsam mit Thomphang Basele, Lydia Jele und Obakeng Kamberuka die Bronzemedaille hinter den Teams aus Nigeria und Sambia. im April verbesserte sie den Landesrekord über 800 Meter auf 1:59,68 min und im Juni belegte sie bei den Afrikameisterschaften in Douala in 2:01,39 min den vierten Platz im Einzelbewerb und wurde auch mit der Frauenstaffel in 3:33,13 min Vierte. Im August schied sie bei den Olympischen Sommerspielen in Paris mit 2:03,29 min in der Hoffnungsrunde über 800 Meter aus.
In den Jahren 2016 und 2017 sowie 2019 wurde Nowe botswanische Meisterin im 400-Meter-Lauf sowie 2019 und 2021 und 2023 und 2024 über 800 Meter.

## Persönliche Bestleistungen
- 400 Meter: 53,22 s, 14. März 2020 in Gaborone
- 800 Meter: 1:59,69 min, 29. April 2024 in Kapstadt (botswanischer Rekord)
- 1000 Meter: 2:40,87 min, 17. Februar 2024 in Pretoria
- 1500 Meter: 4:23,93 min, 29. Januar 2022 in Francistown